# Маслов, Денис Вячеславович
Маслов Денис Вячеславович (род. 1 августа 1983, Кривой Рог, Днепропетровская область) — украинский судья, юрист, политик, народный депутат ВРУ IX созыва от партии «Слуга народа».

## Биография
Родился 1 августа 1983 года в городе Кривой Рог Днепропетровской области.

### Образование
1998—2000 — учился в Днепропетровском лицее информационных технологий.
2000—2005 — учился на юридическом факультете ДНУ им. Гончара. Имеет второе высшее образование по специальности «Банковское дело».

### Профессиональная деятельность
2010—2020 — занимался адвокатской деятельностью, остановил в связи с избранием в парламент.
2013—2016 — арбитражный управляющий.
2016—2018 — судья Днепровского районного суда города Днепродзержинск.
2019—2020 — Председатель Днепропетровского отделения Ассоциации юристов Украины. Был делегатом в Правовой ассамблее Ассоциации юристов Украины от Днепропетровской области, а также членом Регионального Совета по реформам в сфере юстиции.
В 2020 году являлся руководителем Комитета по вопросам развития малого и среднего бизнеса при Днепропетровской Торгово-промышленной палате.
Занимал руководящие должности в ряде юридических фирм и компаний (управляющий партнер Адвокатского объединения «Лоуатек», директор ООО «Авин Трейд»).

## Политика
Являлся помощником-консультантом народного депутата.
На очередных президентских выборах 2019 был доверенным лицом кандидата на пост Президента Украины Владимира Зеленского в территориальном избирательном округе № 26, город Днепр.
Стал народным депутатом IX созыва 11 июня 2020-го, заменив Александра Ткаченко, назначенного Министром культуры Украины.
Глава Комитета Верховной Рады по вопросам правовой политики.
Руководитель группы по межпарламентским связям с Республикой Таджикистан, член группы по межпарламентским связям с Соединенными Штатами Америки, член группы по межпарламентским связям с Республикой Индонезия.
Член Временной специальной комиссии Верховной Рады по защите прав инвесторов.
Член Временной следственной комиссии Верховной Рады по расследованию возможных фактов незаконного и неэффективного проведения органами государственной власти мероприятий по совершенствованию системы управления и дерегуляции земельных отношений.
Председатель Рабочей группы Комитета по вопросам правовой политики по усовершенствованию деятельности Конституционного Суда Украины.
Сопредседатель Рабочей группы Комитета по правовой политике по урегулированию вопроса судей Верховного суда Украины и судей высших специализированных судов.
Член Рабочей группы «Юстиция» Национального совета по восстановлению Украины от последствий войны.

### Основные законодательные инициативы
Во главе Комитета по вопросам правовой политики является одним из ответственных за внедрение судебной реформы в Украине.
Автор закона "О внесении изменений в некоторые законодательные акты Украины относительно уточнения положений о конкурсном отборе кандидатов на должность судьи Конституционного Суда Украины". Он должен был обеспечить выполнение первой рекомендации Европейской Комиссии относительно членства в ЕС. Автор законов, которые должны были восстановить дисциплинарную функцию Высшего совета правосудия.
Разработчик Заявления ВРУ "О необходимости ... преодоления проявлений коррупции в системе правосудия", которая стала реакцией на расследования в судебной власти, в частности по уголовному производству против экс-главы Верховного суда Всеволода Князева.

### Блоги
- Блог на Украинская правда;
- Блог на 24 Канал;
- Блог на Левый берег;
- Блог на ЛІГА.net
- Блог на Фокус